# Helleren i Jøssingfjord
Helleren i Jøssingfjorden er et norsk kulturminde i Jøssingfjorden i Sokndal kommune i Rogaland, underlagt Dalane Folkemuseum ved Egersund. Her findes der arkæologiske spor efter bosætninger siden stenalderen. 
De to huse befinder sig under en heller som er dannet af et udstikkende fjeld længst inde ved Jøssingfjorden. Med sine 60 meter i længden er det en af de største af sin slags i Norge. Der har stået flere huse under helleren, men i dag er der kun to træhuse tilbage. De to huse er beskyttet af Helleren. Bygningerne er fra 1800-tallet, men dele af bygningerne kan være ældre. Sandsynligvis har der været fast bosætning under Helleren fra 1500-tallet.
Overfor de to huse står det i sommeren 2023 åbnede Jøssingfjord Vitenmuseum, som informerer om geologi og minedrift i regionen og om områdets historie.

## Historie
Helleren var husmandsplads under gården Haneberg i Sokndal. Husene blev i størst mulig udstrækning lagt ind under bjerget. 
I 1800-tallet boede der indtil tre familier her, men stedet blev fraflyttet tidlig i 1900-tallet. Da overtog The Jøssingfjord Manufacturing Company, et datterselskab af aktieselskabet Titania, brugsretten til området. I 2002 blev ejerskabet og ansvar for husene overdraget til Dalane Folkemuseum.

## Geologi
Helleren består af bjergarten anorthosit . Denne blev tidligere kaldt for «labradorsten». Landskabet omkring er goldt og fattig på vegetation
Anorthosit er en forholdsvis sjælden bjergart, men omkring Jøssingfjorden  befinder sig det største område med anorthosit i Europa, med otte store magmakammre. Området er så specielt at det er optaget som en af geoparkerne i det europæiske netværk af geoparker, under navnet Magma Geopark. Geoparken består af kommunerne Bjerkreim, Eigersund, Lund og Sokndal i Rogaland, samt Flekkefjord i Vest-Agder.